# Canthidermis
Canthidermis is een geslacht van straalvinnige vissen uit de familie van trekkervissen (Balistidae).

## Soorten
De volgende soorten zijn bij het geslacht ingedeeld:
- Canthidermis macrolepis (Boulenger, 1888)
- Canthidermis maculata (Bloch, 1786)
- Canthidermis sufflamen (Mitchill, 1815)